# Xarma-Adad I
Xarma-Adad I o Šarma-Adad I va ser rei d'Assíria que segons la Llista dels reis d'Assíria va governar durant dotze anys, potser del 1672 aC al 1660 aC.
Es desconeix pràcticament tot sobre el seu regnat. Era fill de Libaia, al que va succeir. El va succeir el seu fill Iptar-Sin. Segons la Crònica Sincrònica, que relaciona els reis d'Assíria amb els reis de Babilònia, podria haver estat contemporani de Tiptakzi, Kharbaixikhu, Urzigurumaix i Abirattaix.